# Kevin Sussman
Kevin Sussman (n. 4 decembrie 1970, New York City, New York, SUA) este un actor și comic american. Este cunoscut pentru rolurile lui Walter în comedia-dramă ABC Betty cea urâtă⁠(d) și Stuart Bloom în sitcomul CBS Teoria Big Bang. Începând cu cel de-al șaselea sezon⁠(d) din Teoria Big Bang, acesta a devenit personaj principal.

## Biografie
Sussman s-a născut într-o familie evreiască și mai are trei frați. A copilărit în  Staten Island și a absolvit liceul New Dorp⁠(d). A urmat un an la Colegiul Staten Island⁠(d) și a absolvit Academia Americană de Arte Dramatice⁠(d) din Manhattan. Acesta a studiat cu profesorul de actorie Uta Hagen⁠(d) timp de patru ani.

### Cariera
Sussman și-a început cariera în reclame, interpretând tocilari în perioada de după apariția internetului pentru companii precum FedEx. În 1999, și-a făcut debutul în film cu un rol în Culmile libertății. Sussman s-a mutat în Los Angeles când a primit un rol în serialul Betty cea urâtă. L-a interpretat pe personajul Stuart Bloom din Teoria Big Bang din 2009 până la sfârșitul serialului în mai 2019.
În 2011 și 2012, a lucrat împreună cu colegul din Teoria Big Bang, John Ross Bowie, pentru a crea două seriale de televiziune: The Ever After Part (FOX) și The Second Coming of Rob (CBS).

## Filmografie

### Filme
| An   | Titlu                        | Rol                       |
| ---- | ---------------------------- | ------------------------- |
| 1999 | Liberty Heights              | Alan Joseph Zuckerman     |
| 2000 | Almost Famous                | Lenny                     |
| 2001 | Wet Hot American Summer      | Steve                     |
| 2001 | Kissing Jessica Stein        | Calculator Guy            |
| 2001 | A.I. Artificial Intelligence | Supernerd                 |
| 2002 | Pipe Dream                   | James                     |
| 2002 | Threads                      | Caesar                    |
| 2002 | Changing Lanes               | Tyler Cohen               |
| 2002 | Sweet Home Alabama           | Barry Lowenstein          |
| 2004 | Little Black Book            | Ira                       |
| 2005 | Hitch                        | Neil                      |
| 2006 | The Wedding Album            | Oswald                    |
| 2006 | Funny Money                  | Denis Slater              |
| 2006 | Ira & Abby                   | Lenny                     |
| 2006 | For Your Consideration       | Commercial Director       |
| 2007 | Heavy Petting                | Ras                       |
| 2008 | Sincerely, Ted L. Nancy      | Ted                       |
| 2008 | Made Of Honor                | Tiny Shorts Guy           |
| 2008 | Insanitarium                 | Dave                      |
| 2008 | Burn After Reading           | Tuchman Marsh Man         |
| 2009 | Taking Woodstock             | Stan                      |
| 2010 | Killers                      | Mac Bailey                |
| 2010 | Alpha and Omega              | Shakey                    |
| 2011 | Freeloaders                  | Benedict 'Benny' Vicvikis |
| 2012 | 2nd Serve                    | Scott Belcher/O.C.D.      |

### Seriale
| An        | Titlu                                      | Rol                     | Note |
| --------- | ------------------------------------------ | ----------------------- | --- |
| 1996      | Law & Order                                | Joe                     | 1 episod |
| 1998      | Ghost Stories                              | Joey Howell             | 1 episod |
| 1999      | Third Watch                                | Tuba Guy                | 1 episod |
| 2000      | The Sopranos                               | Kevin                   | 1 episod: "Guy Walks into a Psychiatrist's Office..." |
| 2003      | Law & Order: Criminal Intent               | Phil Hobart             | 1 episod |
| 2004      | ER                                         | Colin                   | 2 episoade: "Just a Touch" (sezonul 10: episodul 19) "2Abby Normal" (sezonul 10: episodul 20)                                                            |
| 2006–2007 | Ugly Betty                                 | Walter                  | Main role (sezonul 1) 16 episoade |
| 2007–2008 | My Name Is Earl                            | Dwayne                  | 2 episoade: "My Name Is Inmate #28301-016: Part 1" (sezonul 3: episodul 1) "No Heads and a Duffle Bag" (sezonul 3: episodul17)                           |
| 2008      | CSI: Crime Scene Investigation             | Don                     | 1 episod |
| 2008      | The Middleman                              | Ivan Avi/The Palindrome | 1 episod |
| 2009–2019 | The Big Bang Theory                        | Stuart Bloom            | Sezoanele 2–5; 7 (episodic) Sezoanele 6; 8–12 (principal) 85 de episoade                                                                                 |
| 2010      | The Mentalist                              | Phil Redmond            | 1 episod: "Rose-Colored Glasses" (sezonul 2: episodul 11)                                                                                                |
| 2010      | The Good Guys                              | Skeeter                 | 2 episoade: "Bait & Switch" (sezonul 1: episodul 2) "$3.52" (sezonul 1: episodul 5)                                                                      |
| 2010      | Childrens Hospital                         | Daffy Giraffy           | 1 episod |
| 2012      | Weeds                                      | Terry                   | 3 episoade: "Allosaurus Crush Castle" (sezonul 8: episodul 6) "Five Miles From Yetzer Hara" (sezonul 8: episodul 8) "Threshold" (sezonul 8: episodul 10) |
| 2015      | Wet Hot American Summer: First Day of Camp | Steve                   | 3 episoade |
| 2022      | The Dropout                                | Mark Roessler           | 6 episoade |